# 風尚
〈風尚〉（英語：Vogue）是美國女歌手瑪丹娜在1990年3月所發行的單曲，這是一首浩室（House）舞曲，一推出即造成轟動，它在英美兩地各獲得4週和3週冠軍，單曲在美銷量數字逾雙白金，成為瑪丹娜第8首全美冠軍單曲。〈風尚〉獲得了全方位的成功，無論是歌曲、舞蹈到音樂影片都相當前衛，至此奠定了瑪丹娜在舞曲界無人能撼動的地位。〈風尚〉是第一首能在全球造成轟動的浩室舞曲，它使得原本屬於地下舞曲風格躍上檯面，成為當代舞曲的主流，這首歌曲在舞蹈和舞曲界都是一個相當重要的里程碑。

## 資料

### 歌曲簡介
〈風尚〉原本是要作為瑪丹娜專輯《宛如祈禱者》中最後一支單曲〈放在一起〉的B面新歌一起發行，但在華納兄弟唱片公司聽過〈風尚〉之後，公司高層強力建議瑪丹娜要把這首歌曲獨立出來作單曲的發行銷售，最終瑪丹娜接受了唱片公司高層的意見。也幸好華納唱片的高層慧眼視好貨，才沒有埋沒了〈風尚〉這首瑪丹娜的經典舞曲代表作。
〈風尚〉屬於浩室風格的舞曲，在1990年代初期算是少數且前衛的曲風。當時美國樂壇正是黑人饒舌歌曲的天下，因此瑪丹娜在〈風尚〉中間穿插一段向經典巨星致敬的饒舌，裡面提到的名人有葛麗泰·嘉寶、瑪麗蓮·夢露、瑪琳·黛德麗、喬·狄馬喬、馬龍·白蘭度、詹姆斯·狄恩、葛莉絲·凱莉、珍·哈露、金·凱利、佛雷·亞斯坦、琴吉·羅傑斯、麗塔·海華斯、洛琳·白考兒、凱瑟琳·赫本、拉娜·特納以及貝蒂·戴維斯等人。

### 經典MV
〈風尚〉的音樂影片出自大衛·芬奇（David Fincher）之手，全部採黑白畫面呈現，不但將復古的時尚風格發揮到淋漓盡致，甚至讓當中原本在流行文化中沒沒無聞的舞蹈動作在一夕間廣為人知，引發模仿風潮，這種舞式甚至在後來被冠上了「Vogue」之名。在此之前瑪丹娜與大衛·芬奇已有過兩次的合作經驗，她在1989年推出的〈表現自我〉與〈噢 父親〉兩首歌曲的MV都出自他之手，這兩次作品的評價均相當高。〈風尚〉在推出之時，瑪丹娜已經開始了她的「金髮雄心世界巡迴演唱會」（Blond Ambition World Tour），大衛·芬奇知道就算她願意，瑪丹娜也實在無法抽出太多的時間來拍攝音樂影片，因此大衛·芬奇僅花了16個小時就完成影片拍攝工作。〈風尚〉的音樂影片由瑪丹娜和「金髮雄心世界巡迴演唱會」專屬舞群一起入鏡，這也創下瑪丹娜自己音樂影片的先例，而影片拍攝工程一結束，瑪丹娜隨即和舞群趕往下一個世界巡迴演唱會的場地。

### 單曲收錄
〈風尚〉最早出自於瑪丹娜1990年發行的電影原聲帶《屏息》（I'm Breathless），這首歌曲和整張專輯的復古風格毫無違和感。日後也收錄於同年底發行的《無暇精選輯》（The Immaculate Collection）以及2009年的《娜經典》（Celebration）精選輯中。

### 商業成績
1990年4月14日當單曲〈放在一起〉還停留在第29名時，〈風尚〉首週進入單曲榜即佔據第39名，而後以飛快的速度向前竄升，終於在進榜第6週擊敗了愛爾蘭女歌手辛妮·奧康諾蟬連4週冠軍的〈Nothing Compares 2 U〉拿下冠軍名次，它在榜首蟬連了3週之後，才被威爾森·菲利浦女子三重唱的〈Hold On〉請下寶座。〈風尚〉在美銷售達雙白金單曲（銷售數字達200萬張），這是瑪丹娜首張多白金單曲，這首單曲在榜內一共停留24週，在1990年告示牌年終單曲榜中高居第5名。除了單曲榜之外，〈風尚〉也拿下舞曲榜2週冠軍。〈風尚〉是瑪丹娜在1990年代首支獲得全美冠軍的單曲，這也將她的全美冠軍單曲累積至第8首。
〈風尚〉在英國單曲榜獲得4週冠軍，成為瑪丹娜第7首英國冠軍單曲，也是繼〈爸爸別說教〉、〈她是誰〉和〈宛如祈禱者〉之後，她第4首英美冠軍單曲。
〈風尚〉的音樂影片請來導演大衛·芬奇（David Fincher）執導，這是繼〈表現自我〉與〈噢 父親〉之後瑪丹娜和大衛·芬奇第三度的合作，〈風尚〉在1990年MTV音樂錄影帶大獎風光入圍9個項目，最後奪得「最佳導演獎」、「最佳攝影獎」和「最佳藝術指導獎」等三個大獎，大衛·芬奇也因為〈表現自我〉和〈風尚〉連續兩年獲得「最佳導演獎」獎項。
瑪丹娜自1980年代初期進入歌壇以來，無論是在銷售數字上或是排行成績上，她都遙遙領先其它藝人。到了1980年代後期，珍娜·傑克森和寶拉·阿巴杜的舞曲在排行榜上紛紛告捷，兩人橫掃各大音樂獎項，瓜分掉瑪丹娜不小的市場，也逐漸威脅到她的舞曲天后地位。〈風尚〉的成功，除了正式宣告浩室風格即將成為舞曲主流外，更重要的意義是，這也穩穩奠定了瑪丹娜在舞曲界無人能撼動的地位。

## 電影插曲
〈風尚〉被2006年上映的電影《The Devil Wears Prada》（穿著Prada的惡魔）相中成為片中的插曲，而且所用的就是原始版本，未再重新混音。

## 現場表演
〈風尚〉是瑪丹娜的世界巡迴演唱會上固定出現的曲目，除了她個人的演唱會外，這首歌曲公開的首場演出是在1990年MTV獎頒獎典禮的現場。在這場演出中，瑪丹娜和「Blond Ambition World Tour」世界巡迴演唱會專屬舞群共同演出，這次的演出和演唱會上的表演方式不同，改採以古代宮廷風格舞蹈秀來呈現。然而瑪丹娜捨棄了一般歌手常態性的現場演唱方式，從頭到尾對嘴演出，並在當時造成了極高的話題性。瑪丹娜這場宮廷秀堪稱精采完美的演出，它在2014年告示牌雜誌遴選「MTV VMAs' 15 Best Performances of All Time」排名中名列第2名。

## 侵權官司
〈風尚〉在一推出之後旋即在全球引爆流行，唱片公司順勢發行多首混音版本，其中一首「電台版本」的〈風尚〉，有5次出現很短的銅管樂即興重複段。管弦樂隊 The Salsoul Orchestra 最先在1980年代初期歌曲〈Love Break〉錄製這段銅管演奏，擁有〈Love Break〉版權的唱片公司 VMG Salsoul 控告瑪丹娜和唱片製作人佩蒂·伯恩（Shep Pettibone）剽竊這段音樂並要求賠償，巧合的是，佩蒂·伯恩也是當年〈Love Break〉的製作人。
2013年首次判決出爐，初級法院認為這些樣本「微不足道」，不足以構成抄襲、剽竊或侵權等事項，原告不服再上訴，2016年6月初，美國聯邦第九巡迴上訴法院最終宣判，維持2013年判決，也就是這項官司由瑪丹娜方勝訴。製作人佩蒂·伯恩在2015年5月接受美國告示牌雜誌專訪時，曾談到這件事情，當時正處於原告首次判決敗訴再上訴中，但他表示一點都不擔心，他笑著告訴告示牌雜誌的記者，像〈Love Break〉類似的伴奏，在1980年代初期的美國樂壇上俯拾皆是，如果對方硬要說這是他們獨創的專利，那他也沒辦法，也幸好這宗官司最終以喜劇結局收場。